# Teresa Magbanua
Teresa Magbanua y Ferraris  (* 13. Oktober 1868 in Pototan, Philippinen; † August 1947 in Pagadian, Philippinen) war eine philippinische Lehrerin und Militärführerin. Sie war eine der wenigen Filipinos, die an allen drei Widerstandsbewegungen, gegen Spanien in der Philippinischen Revolution, gegen die Vereinigten Staaten im Philippinisch-Amerikanischen Krieg und gegen Japan im Zweiten Weltkrieg teilgenommen haben.

## Leben und Werk
Magbanuas war das zweite von sechs Kindern von Doña Alejandra Ferraris und dem Richter Don Juan Magbanua. Sie studierte Lehramt am College, zuerst am Colegio de San José in Jaro, Iloilo, und später in Manila, wo sie an drei verschiedenen Mädchenschulen studierte: 1894 am Colegio de Santa Rosa, 1886 am Santa Catalina College und dann am Colegio de Doña Cecilia. 1894 erwarb sie ein Lehrdiplom am Colegio de Doña Cecilia und kurz darauf einen Magisterabschluss an der Universität Santo Tomás. Sie unterrichtete vier Jahren als Lehrerin in Pototan anschließend in Sara, Iloilo. 1898 heiratete sie den Grundbesitzer Alejandro Balderas und arbeitete auf dem Land ihres Mannes, lernte reiten und schießen.

Flagge der philippinischen Revolution: Flagge des Katipunan mit dem Akronym der Gesellschaft KKK in weißer Linie in der Mitte eines roten Feldes

1896 brach ein Krieg zwischen den Filipinos und den Spaniern aus und Magbanua wurde Mitglied der katipunanischen Revolutionäre. Im Oktober 1898 begann der Krieg in der Provinz Iloilo und zwei ihrer Brüder traten in die revolutionäre Armee ein. Ihr Onkel, Generalmajor Perfecto Poblador, der zu dieser Zeit die Nordzone kommandierte, gab Magbanua das Kommando über ein Bataillon Bolo-Truppen.
Am 3. Dezember 1898 kämpften und besiegten ihre Truppen spanische Truppen in der Schlacht von Barrio Yating, die in Pilar, Capiz stattfand. Sie führte ihre Truppen zu Pferd in diese, ihre erste Schlacht. Ihr Einsatz während der Schlacht von Barrio Yating brachten ihr den Spitznamen Visayan Jeanne d'Arc ein. Am 3. Dezember 1898 führte Magbanua ihre Truppen in der Schlacht von Sapong Hills in der Nähe von Sara gegen die spanischen Truppen. Nach diesen Kämpfen wurden Magbanuas Truppen aus Antique unter dem Kommando von General Leandro Fullon für einen Marsch auf Iloilo City vereint. Am 24. Dezember 1898 nahm Magbanua zusammen mit den Generälen Martin Delgado, Roque Lopez, Quintin Salas und anderen an der Befreiung von Iloilo City teil. Mit den anderen Generälen umkreiste sie Iloilo City, wodurch General Delgado die Stadt betreten und von den Spaniern zurückerobern konnte.

## Philippinisch-amerikanischer Krieg
Während des Battle of Balantang Philippinisch-Amerikanischen Krieges nahm Magbanua an mehreren Schlachten gegen amerikanische Truppen teil, ebenso wie ihre beiden Brüder. Am 11. Februar 1899 kämpfte Magbanua in der Schlacht von Iloilo City. Zusammen mit General Martin Delgado verteidigte Magbanua Iloilo City gegen die vorrückenden Kräfte des Brigadegenerals Marcus Miller. Diese Schlacht endete mit einer Niederlage für Magbanua und Delgado, als amerikanische Truppen Iloilo ohne einen einzigen gemeldeten Verlust einnahmen. Am 10. März 1899 nahm Magbanua zusammen mit ihrem Bruder Pascual an der Schlacht von Balantang, Jaro, teil. Diese Schlacht führte dazu, dass philippinische Truppen Jaro von den Amerikanern zurückeroberten. Ebenfalls 1899 beteiligte sich Magbanua an der Verteidigung der Linie Balantang-Tacas-Jiabo-an.
Magbanua begann mit Guerilla-Taktiken, nachdem das regionale Hauptquartier der Filipinos in Santa Barbara an die Amerikaner gefallen war. Sie übergab ihre Truppen 1900 den amerikanischen Streitkräften und kehrte zur Landwirtschaft zurück.
Obwohl sie während des Zweiten Weltkriegs keine aktive Kämpferin war, setzte sie sich gegen die japanischen Streitkräfte während der japanischen Besetzung der Philippinen ein. Sie verkaufte ihre persönlichen Sachen, um Lebensmittel und Vorräte zu kaufen, die sie dann an die lokale Guerilla weitergab. Kurz nach Kriegsausbruch starb ihr Ehemann und sie verkaufte ihren Besitz in Iloilo, um die Guerilla zu finanzieren.

Offizielles Siegel der Armee der Ersten Philippinischen Republik

Magbanua zog nach dem Ende des Zweiten Weltkriegs nach Pagadian, Zamboanga auf Mindanao und lebte dort mit ihrer Schwester Maria. Sie starb im Alter von 78 Jahren an einem unbekannten Datum im August 1947.

## Ehrungen
In Pototan und Iloilo City gibt es Straßen, die nach Magbanua benannt sind. In ihrem Namen werden mehrere Auszeichnungen vergeben, darunter der Teresa Magbanua Award, der an Lehrer in Davao verliehen wird und der Teresa Magbanua Award für Frauen- und Kinderrechte, der den Ilonggos in Iloilo verliehen wird. Seit 2006 ist der 13. Oktober offiziell der Teresa Magbanua Day in Pototan. Am 26. Juli 2021 lief das Teresa Magbanua-class patrol vessel vom Stapel.